# Anthophora microrhina
Anthophora microrhina är en biart som beskrevs av Wu 2000. Anthophora microrhina ingår i släktet pälsbin, och familjen långtungebin. Inga underarter finns listade i Catalogue of Life.